# Бідило Степан Якович
Степан (Стефан) Якович Бідило (1860—1920, прізвисько Джегура) відомий кобзарський панотець з с. Мурафа Богодухівського повіту Харківської губернії. Кобзарську науку отримав від Гаврила Зелінського (Вовка) із Зіньківського повіту Полтавської губернії. Панотець С. Пасюги і П. Гащенка. Вчив І. Кучугура-Кучеренко. Від С. Бідила робили записи П. Мартинович, А. Вєтухов.